# 克拉格勒
克拉格勒（挪威語發音：[ˈkrɑ̀ːɡərœ] ⓘ），是挪威南部泰勒马克郡的市镇，距離首都奧斯陸194公里。市镇面積为305.46平方公里，2023年人口数量为110,413人。主要經濟活動有旅遊業、漁業和造船業。

## 外部連結
- 官方网站  （挪威文）